# 메이지도리 (도쿄도)

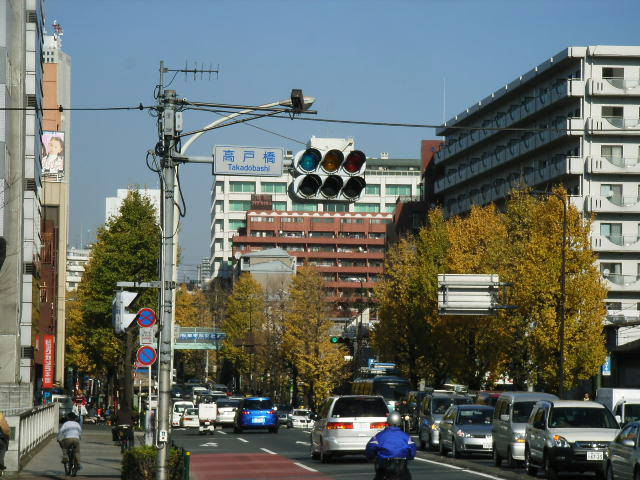
메이지도리

메이지도리(일본어: 明治通り)는 일본 도쿄도 고토구에 있는 도로이다. 시부야와 연결된다.